# Blepharis mitrata
Blepharis mitrata là một loài thực vật có hoa trong họ Ô rô. Loài này được C.B.Clarke mô tả khoa học đầu tiên năm 1901.

## Hình ảnh

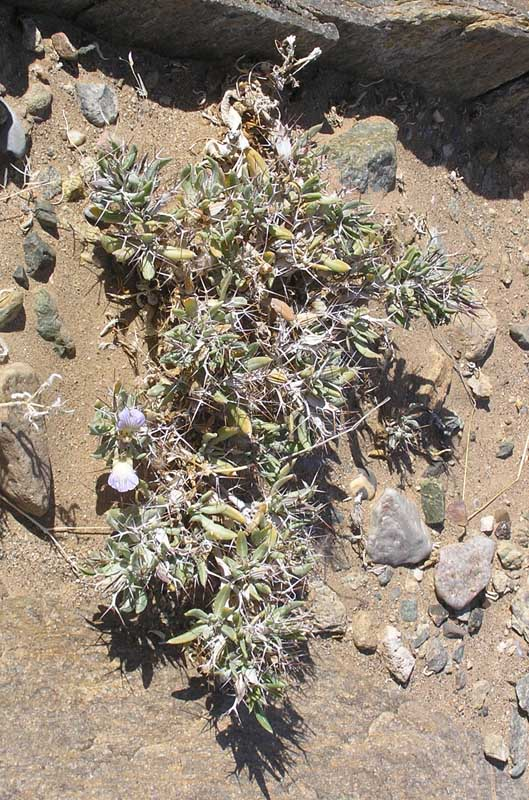